# Sergio Ramos Gutiérrez
Sergio Ramos Gutiérrez (Cozumel, Quintana Roo, 27 de septiembre de 1935-Ciudad de México, 2 de junio de 2004), apodado como El Comanche, fue un actor, comediante y director de cine mexicano.
Fue uno de los actores cómicos más prominentes de México, reconocido por su extensa trayectoria como actor y director de películas, telenovelas y series de televisión, y también trabajó en obras teatrales. Se sabe que participó entre 80 y 150 largometrajes.
Participó en la serie de televisión Los Beverly de Peralvillo, emitida entre  1960 y 1970. En ella, personificó al Comanche, personaje con el que ganó notoriedad y popularidad en todo México, «haciéndolo un personaje entrañable en la memoria del público».
Fue acreedor de diversos premios y distinciones; entre ellas, un premio Diosas de Plata y otro en el Concurso Nacional de la Televisión en 1971 a la revelación cómica. En 1977 fue premiado en Hollywood también como revelación cómica.

## Biografía
Su hermano Adrián Ramos (1945-1999) también fue actor. Estudió actuación en el Instituto Nacional de Bellas Artes. Fue uno de los comediantes más destacados de México, y participó en más de 80 películas, la mayoría de corte cómico, pero también destacó en el drama. Trabajó en películas como Tacos al carbón, Las fuerzas vivas, El Chanfle 2, El rompecatres y Sin ton ni Sonia, entre muchas otras.
Tuvo su propio programa como protagonista, El Comanche, que se emitió en 1973 y donde compartía escena con Tito Junco y Fernando Mantequilla Soto. Su personaje "El Comanche" alcanzó tanta popularidad que el actor se quedó con ese apodo.[cita requerida]
Destacó en otros programas, como ¡Ah qué Kiko!, Mujer, casos de la vida real y La familia P. Luche, entre otros. También participó en telenovelas, en títulos como Morir para vivir, Desencuentro, La otra y Amarte es mi pecado.
Actuó al lado de Chespirito en la película El Chanfle 2 y posteriormente en el programa ¡Ah qué Kiko!, al lado de Carlos Villagrán, con lo que compartiría créditos casi todo el elenco principal de los proyectos de Gómez Bolaños, con excepción de Ramón Valdés.
Se casó con María Esther Ramos, con quien tuvo dos hijos: Sergio y Sara. En los últimos años estuvo muy delicado de salud, padecía diabetes y recibía diálisis por sus severos problemas renales.
Murió el 2 de junio de 2004 en la Ciudad de México, a causa de una insuficiencia renal. Sus restos fueron cremados en el Panteón Español, pero se desconoce si sus cenizas fueron colocadas en el nicho donde descansan los restos de su hermano en el Panteón Mausoleos del Ángel ubicado en la misma ciudad o si fueron entregadas a algún amigo o familiar. Además de los problemas renales, también padecía otros problemas relacionados con la farmacodependencia y el alcoholismo, por lo cual estuvo en rehabilitación durante 25 años.

## Filmografía
La siguiente es una lista, lo más completa posible, de su participación en la televisión y en el cine.

### Telenovelas
- 1975: Mundo de juguete
- 1978: Gotita de gente, como Clodomiro.
- 1979: Yara, como El Cachetes.
- 1979: Ángel Guerra
- 1979: Añoranza
- 1986: Seducción, como Santiago.
- 1989: Morir para vivir, como El Pérfido.
- 1993: Buscando el paraíso
- 1996: Confidente de secundaria, como Eladio.
- 1997: Desencuentro, como Rufino.
- 1999: El niño que vino del mar, como Chirimbolo.
- 1999: Alma rebelde, como Narciso.
- 1999: Cuento de Navidad, como el hombre que saluda a Saúl.
- 2001: Carita de ángel, como el agente Elizondo.
- 2002: La otra, como don Joaquín Pardo.
- 2004: Amarte es mi pecado, como Silvero Almazán.

### Series de TV
- 1968: Los Beverly de Peralvillo
- 1969: Do-Re-Mi de costa a costa
- 1972: El show del Loco Valdés
- 1973: El Comanche, como El Comanche.
- 1988: ¡Ah qué Kiko!, como Don Cejudo.
- 1995-2001: Mujer, casos de la vida real (1995 - 2001)
- 1996: Los nuevos Beverly
- 2001: La Hora Pico
- 2003: La familia P. Luche como Don Lauro Dávalos.

### Películas
- 1965: El proceso de Cristo
- 1965: Especialista en chamacas
- 1965: Pistoleros del oeste
- 1966: ¡Adiós cuñado!
- 1966: Alias el Rata
- 1966: Santo contra la invasión de los marcianos
- 1967: Arrullo de Dios
- 1967: Cómo pescar marido
- 1968: La manzana de la discordia
- 1968: Los amigos
- 1969: Cuando se vuelve a Dios, como Luis.
- 1969: No se mande, profe
- 1970: Emiliano Zapata, como el ingeniero Alfredo Robles Domínguez.
- 1971: La cigüeña sí es un bicho
- 1971: Que familia tan cotorra!
- 1971: Tonta tonta pero no tanto
- 1971: Verano ardiente, como el mesero Antoine.
- 1971: Tacos al carbón
- 1973: Llanto, risas y nocaut
- 1973: Nosotros los feos
- 1974: Marginal, O
- 1975: Albures mexicanos
- 1975: La cariñosa motorizada
- 1975: Las fuerzas vivas, como Gaytán.
- 1979: El sexo me da risa
- 1979: Un cura de locura
- 1979: Y hacemos de todo morocho
- 1980: El tonto que hacía milagros, como policía de tránsito.
- 1980: ¡Que viva Tepito!, como Esteban.
- 1981: D. F./Distrito Federal
- 1982: El Chanfle 2, como Sr. Cejudo.
- 1982: Fieras contra fieras
- 1983: Las nenas del amor
- 1983: Se me sale cuando me río
- 1983: Viva el chubasco
- 1984: El mexicano feo
- 1984: Noche de carnaval, como Zangarrón.
- 1985: Chiquidrácula
- 1985: Más vale pájaro en mano
- 1986: El exterminador nocturno
- 1986: El superpolicía ochoochenta '880', como Herculano Castro.
- 1986: La lechería
- 1986: La mujer policía
- 1987: Asesinato en la plaza Garibaldi
- 1987: Cinco nacos asaltan Las Vegas
- 1987: Destrampados in Los Angeles
- 1987: Duro y parejo en la casita de pecado
- 1987: Noche de Califas
- 1987: Nocturno amor que te vas
- 1987: Sexo, sexo, ra ra ra
- 1988: Central camionera
- 1988: Día de muertos
- 1988: La banda del golondrino
- 1988: Mi fantasma y yo.
- 1988: Muertes anunciadas, como don Elías.
- 1988: Los gatos de las azoteas
- 1989: Bandas guerreras
- 1989: El cartero alburero
- 1989: El mil hijos
- 1989: Entre compadres te veas
- 1989: La corneta vengadora
- 1989: La venganza de don Herculano
- 1989: Los mantenidos también lloran
- 1989: Los pen...itentes del p u p
- 1989: Los tres de Palo Alto
- 1989: Pasándola bien
- 1989: Peligro paradas continuas
- 1989: Pobres ricos
- 1989: Raptóla, violóla y matóla
- 1989: Rumbera caliente
- 1989: Si me las dan me las tomo, como don José.
- 1989: Si mi cama hablara
- 1989: Solo para adúlteros
- 1990: A gozar, a gozar, que el mundo se va acabar
- 1990: Dando y dando
- 1990: Dos chicanos chiludos, como Raúl.
- 1990: Dos judiciales en aprietos
- 1990: El agarratodo
- 1990: La gata Cristy, como Sansón Soto P.
- 1990: La mojada engañada
- 1990: Nacos vs. narcos, como don Carlos.
- 1990: Objetos sexuales
- 1990: Para todas tengo
- 1990: Pelo gallo
- 1990: Se me dobló la carabina
- 1990: Tacos, tortas y enchiladas - La Rifa.
- 1990: Zapatero a tus zapatos
- 1991: ¡Mátenme porque me muero!, como el cantinero.
- 1991: Burbujas de amor
- 1991: Desvestidas y alborotadas
- 1991: El callejón de los cocolazos
- 1991: Las andanzas de Agapito
- 1991: Las paradas de los choferes
- 1992: Don Herculano anda suelto
- 1992: El chupes
- 1992: Golpe de suerte
- 1993: Burlando la ley, como don Gume.
- 1993: La lotería
- 1994: El gato con gatas II, como Leopoldo.
- 1994: El Ráfaga
- 1995: 3 comunes y corrientes
- 1995: Me tengo que casar/Papá soltero
- 1995: Pistoleros anónimos
- 1995: Tremendo escopetón
- 1995: Esta noche entierro a Pancho
- 1996: Del robo al paraíso
- 1996: El líder de las masas
- 1996: La chiva loca
- 1996: Reencuentros, como taxista.
- 1996: Las movidas de Lencho
- 1997: El barón de la mafia
- 1998: Escorpión negro
- 1998: La pantera de Michoacán
- 1998: Los apuros de un heredero destrampado
- 1998: Sheriff Muerte
- 2001: 100% potosino
- 2001: 3 lancheros mas picados
- 2001: El cuerno del diablo.
- 2001: La fórmula de Rasputin
- 2003: Sin ton ni Sonia

## Como director
Como director, estuvo al frente de cuatro películas:
- 1989: La venganza de don Herculano
- 1989: Los tres de Palo Alto
- 1991: Las andanzas de Agapito
- 1992: Don Herculano anda suelto

## Premios y nominaciones

### Premio Ariel
| Año  | Categoría                   | Telenovela               | Resultado |
| ---- | --------------------------- | ------------------------ | --------- |
| 1988 | Mejor Coactuación Masculina | Nocturno amor que te vas | Nominado  |

### Premios TVyNovelas
| Año  | Categoría          | Telenovela          | Resultado |
| ---- | ------------------ | ------------------- | --------- |
| 2004 | Mejor primer actor | Amarte es mi pecado | Nominado  |